# Garessio
Garessio (en français Garès) est une commune de la province de Coni dans le Piémont en Italie.

## Histoire
Le 26 août 1795, eu lieu le combat de Garessio.

## Administration
| Période                                  | Période  | Identité                      | Étiquette     | Qualité |
| ---------------------------------------- | -------- | ----------------------------- | ------------- | ------- |
| 14 juin 2004                             | mai 2019 | Valeria Anfosso Ved.Albarello | Centre-Gauche |         |
| mai 2019                                 | En cours | Ferruccio Fazio               | Centre-Droite |         |
| Les données manquantes sont à compléter. |          |                               |               |         |

### Communes limitrophes
Bardineto, Calizzano, Castelvecchio di Rocca Barbena, Erli, Nasino, Ormea, Pamparato, Priola, Roburent, Viola